# 利他主义

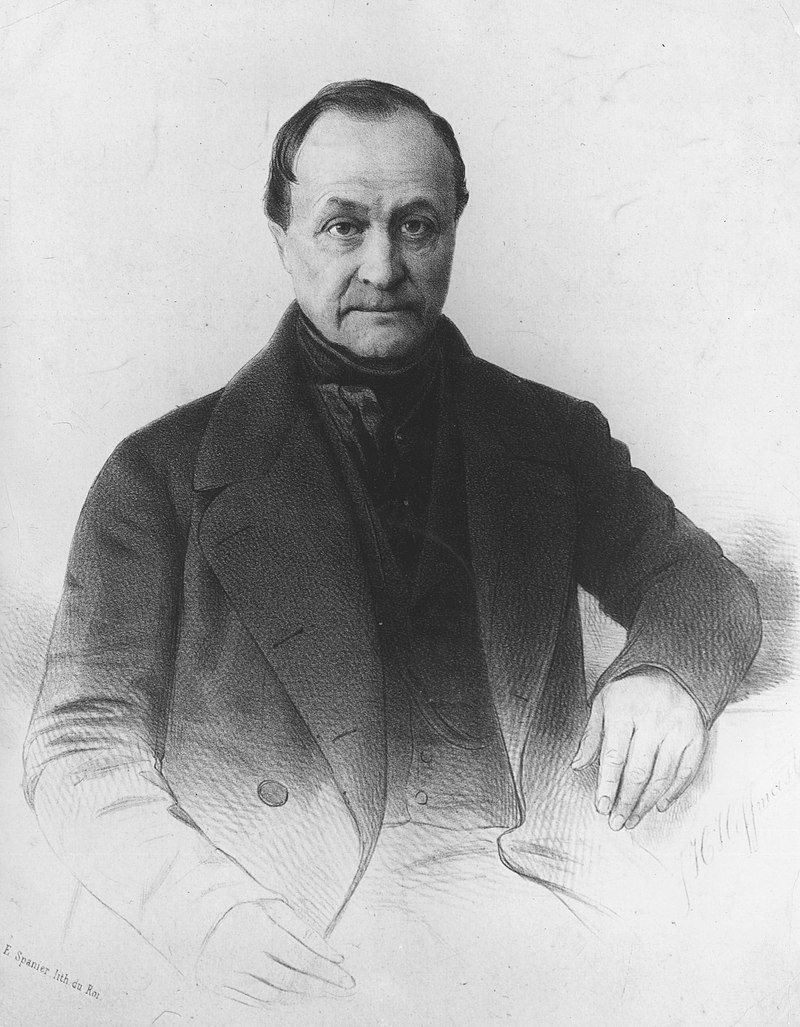
提出利他主義概念的哲學家奧古斯特·孔德

利他主义（英語：altruism）也譯作利他行為，是一種充滿溫柔和關懷的行為，強調在人們之間的無私奉獻，努力幫助他人，而不期待任何回報或利益。利他主義在许多思想文化中都是一种美德。
如果從学术的角度來看，利他主義展現出复杂和多层面性的特點。不同的學者提出了各自的觀點和定義，體現出利他主義在道德和行為上的深遠意義。在哲學、生物学和心理学等領域中，利他主义都引起了廣泛的關注和研究。

## 歷史

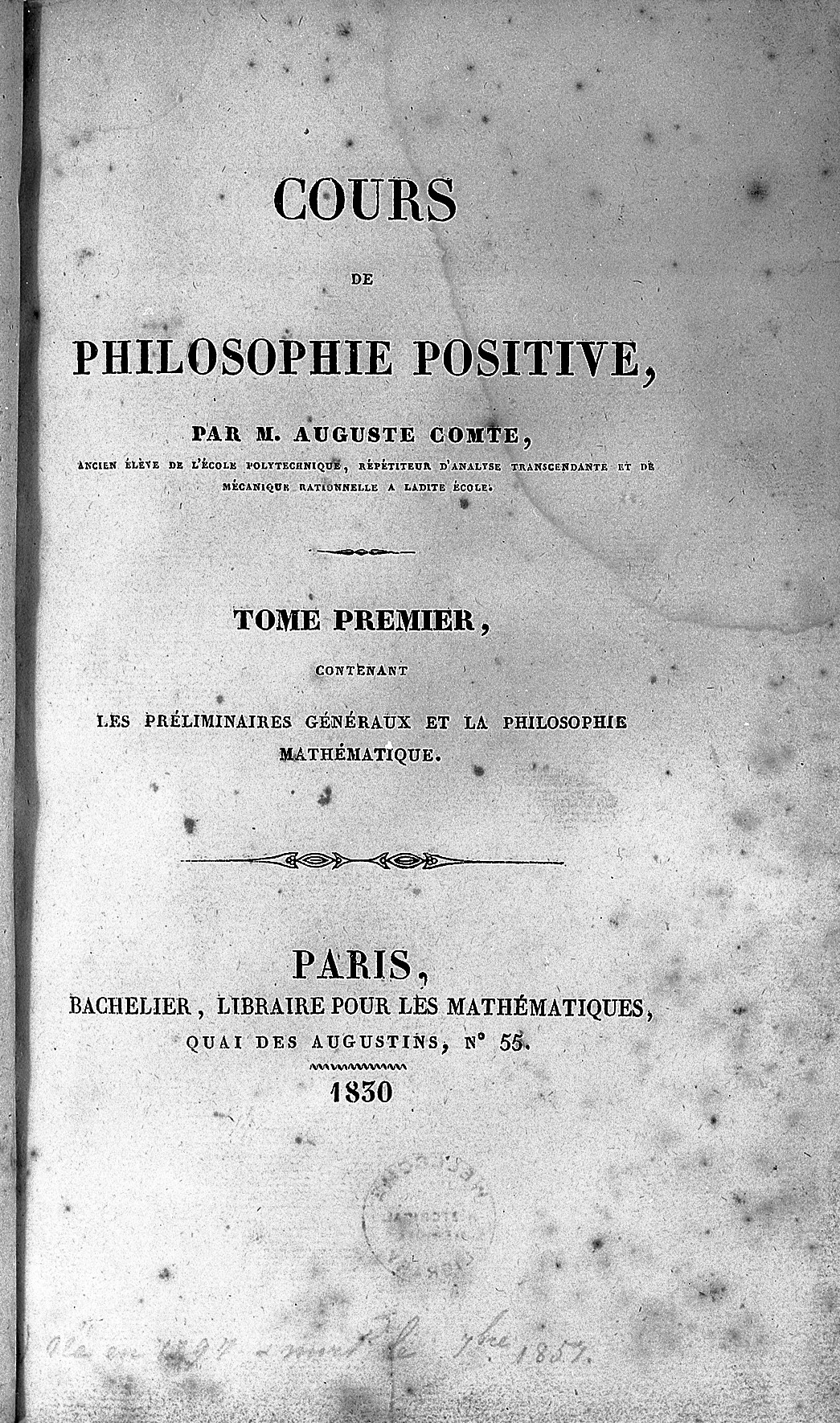
Cours de Philosophie Positive

「利他主義」的字源可追溯至義大利文及更早的拉丁文，即"其他"或"別人的"。作為一個道德和社會概念，利他主義有著悠久的歷史和豐富的理論發展。這一理念可以追溯到古希臘時期，蘇格拉底（Socrates，約前470年—前399年）認為，真正的美德包含了對他人的關心和善良的行為，並且會帶來內心的平靜與幸福。亞里士多德（Aristotle，前384年—前322年）在《尼各馬可倫理學》中強調了友誼與社會合作的重要性，指出真正的友誼是基於相互的善意和美德，而非個人利益的考量。
在中世紀，基督教神學進一步拓展了利他主義的思想。基督教教義中強調“愛鄰如己”（Love thy neighbor as thyself），提倡信徒無私地幫助他人。托馬斯·阿奎那（Thomas Aquinas）在其著作《神學大全》（Summa Theologica）中詳細論述了基督教的道德義務，其中包括了利他主義的行為。這一教義深刻影響了西方世界對利他行為的理解與實踐。
到了19世紀，法國哲學家奧古斯特·孔德在《實證哲學教程》（Cours de Philosophie Positive）中首次使用了一詞，用來描述一種以他人福利為中心的道德行為。孔德認為，社會應該建立在互相合作和關懷的基礎上，利他主義是社會進步和穩定的關鍵因素。他的主張對19世紀的社會科學研究產生了深遠影響，並啟發了後來一系列關於利他主義的研究。

## 在學術上的研究

### 哲學
從哲學角度，利他主義被廣泛討論和分析，希望理解並闡述利他行為的本質、動機與道德意義。
托马斯·内格尔（Thomas Nagel）認為，利他主義是為別人的利益設想，強調了利他主義的核心在於行為者對他人福利的關注，不一定需要付出重大代價。
克莉絲汀·門羅提出了利他主義的五個標準，這些標準強調了利他行為的實際行動性、目標取向、意圖的重要性、自我損害的可能性以及無條件性。這些標準幫助了學者更好地識別和理解真正的利他行為：
- 付諸行動 ※ 利他主義必須轉化為實際行動，而不是僅僅停留在意圖或思想層面
- 目標取向 ※ 利他的行為必須有明確的目標，即提升他人的福祉，而非其他目的
- 自我損害 ※ 利他的行為可能會導致行為者自身的損失或風險，這表明行為者的無私奉獻。
- 意圖比結果重要 ※ 在評估利他行為時，行為者的意圖比行為結果更為重要。即使結果不如預期，只要初衷是為了他人利益，該行為仍被視為利他。
- 無條件性 ※ 真正的利他行為是無條件的，行為者不能期望任何形式的回報或補償。

彼得·辛格（Peter Singer）在其著作《動物解放》（Animal Liberation）和《實用倫理》（Practical Ethics）中，討論了擴展的利他主義概念，強調應將利他行為擴展到非人類動物和全球貧困人口。他主張，基於效益主義的道德觀，個體應該最大化地減少痛苦和增進幸福，即使這意味著要為陌生人或動物付出努力。
此外，伊曼紐爾·康德（Immanuel Kant）的道德哲學也涉及利他主義。他的義務論強調，個體應該遵循普遍化的道德法則，行為應該出於對道德法則的尊重，而不是為了個人的利益。康德認為，出於道德義務的行為，包括利他行為，是最高的道德行為形式。

### 生物學

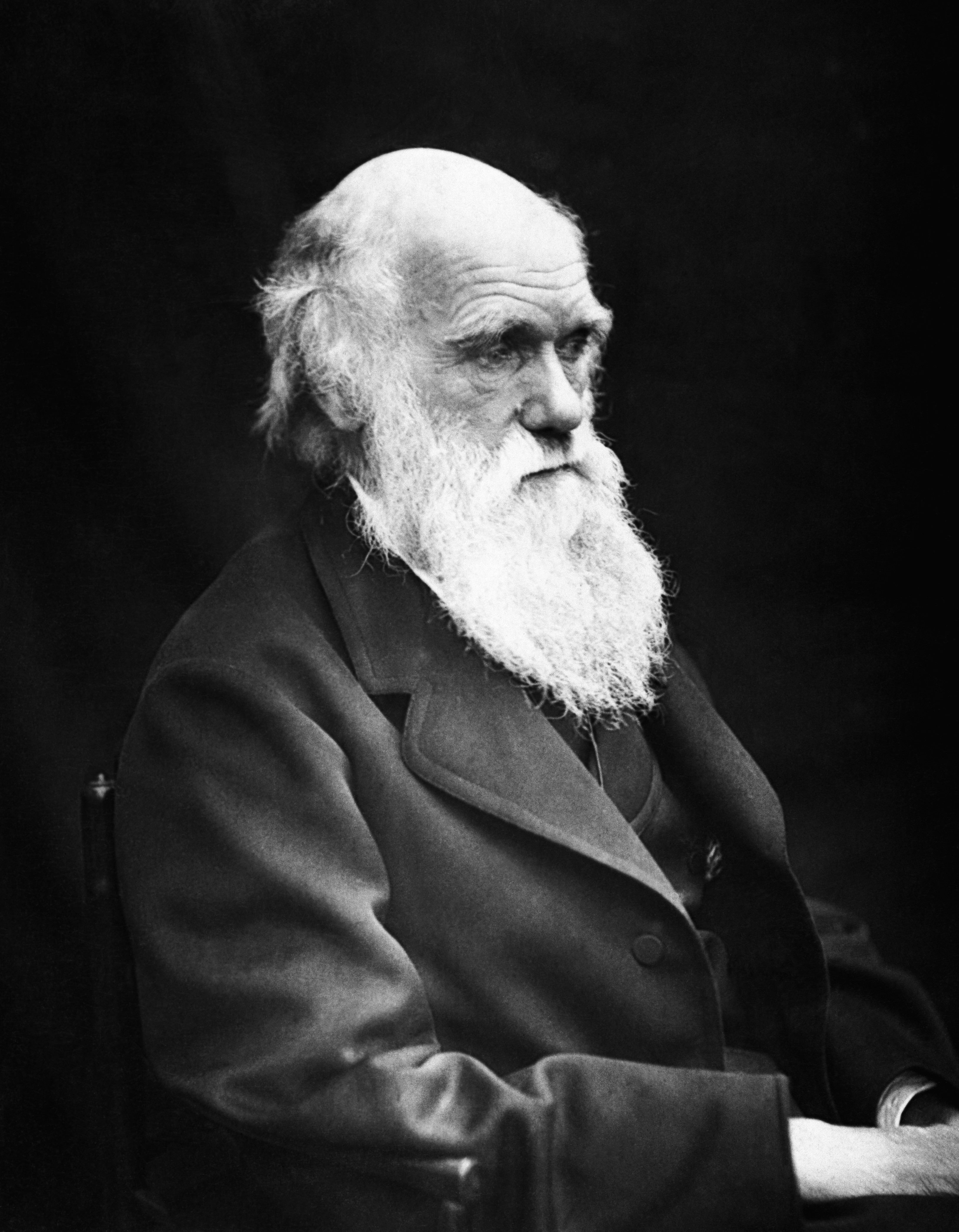
查爾斯·達爾文60歲時，攝於1869年

從生物學角度，利他主義的研究主要集中在進化生物學和行為生態學。查爾斯·達爾文在《人類的由來》一書中提到，自然選擇不僅影響個體的生存和繁衍，也能影響群體的行為。達爾文提出，利他行為可以通過親屬選擇（kin selection）來解釋，即個體通過幫助其親屬（特別是具有相同基因的親屬）來提高自身基因在群體中的傳播機會。威廉·唐納·漢彌爾頓（William D. Hamilton）進一步發展了這一理論，提出了漢密爾頓規則（Hamilton's rule），其公式為 rB > C（其中r為親緣係數，B為受益者獲得的利益，C為施助者承擔的成本），用以量化利他行為的演化條件。
另一個重要的概念是互惠利他主義（reciprocal altruism），由羅伯特·泰弗士（Robert Trivers）提出，指個體之間通過互惠互利的方式促進合作，即「今天你幫助我，未來我幫助你」。這種行為在許多動物和人類社會中都有觀察到，被認為是促進合作和群體穩定的重要機制。

### 心理學
從心理學角度，利他主義的研究主要集中在共情（empathy）和動機（motivation）上。丹尼爾·巴森提出了共情-利他假設（empathy-altruism hypothesis），認為當個體對他人的困境感同身受時，會產生利他動機，進而引發利他行為。巴特森的實驗研究表明，共情是促進利他行為的重要因素，這種共情能力在早期發展中就開始形成，並在成人期得到鞏固。
此外，心理學家還研究了自我提升動機與利他行為的關係。利他行為不僅可以幫助他人，還可以增強個體的自我效能感和自尊。通過幫助他人，個體可以獲得社會認可和感謝，從而提升自我價值感。這種內在動機在某些情況下可能成為推動利他行為的重要因素。

### 社會學

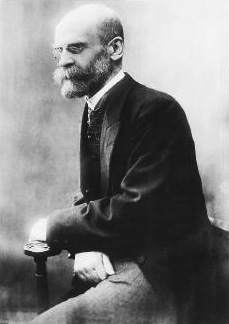
愛米爾·涂爾幹(1858年4月15日—1917年11月15日)

從社會學角度，利他主義被視為維持社會凝聚力和穩定的重要因素。社會規範、文化價值觀和道德標準都是塑造利他行為的重要因素。愛米爾·涂爾幹（Émile Durkheim）認為，社會團結是通過共享的價值觀和規範來實現的，這些價值觀和規範包括了對利他行為的鼓勵和獎勵。
現代社會學家還探討了利他主義在不同文化背景下的表現和意義。跨文化研究表明，雖然不同文化對利他行為的具體表現形式和動機可能有所不同，但利他行為在全球範圍內都是普遍存在的，這表明利他主義具有一定的普遍性和適應性。

### 文化人類學
從文化人類學的角度，利他主義的研究主要集中在文化價值觀和社會規範如何塑造個體行為。愛德華·伯內特·泰勒（Edward Tylor）和愛米爾·涂爾幹等早期人類學家指出，宗教儀式和道德規範在促進群體合作和社會團結方面發揮了重要作用。
文化人類學家認為，共享的價值觀和信仰體系為群體成員提供了行為標準和期望，這些標準和期望有助於維持社會秩序和凝聚力。利他行為在這些文化背景下被視為符合群體期望的行為，並且常常通過社會獎勵和懲罰機制來加以強化。

### 神經學
神經學的研究揭示了利他行為的神經基礎。研究人員發現，當個體觀察他人經歷痛苦或情緒時，「鏡像神經元」會激活，使觀察者能夠在某種程度上感受他人的經歷，這種機制被認為是共情的神經基礎。

## 利他行為與社會性行為
社會性行為（Prosocial behavior），是指任何旨在幫助或讓他人獲利的行為。這些行為不僅限於單純的善良情緒，也可能出於自我利益、社會壓力、道德義務、混合動機等原因，是一個廣泛的概念，包括了所有促進社會和諧合作的行為，例如志願服務、讓座給有需要的人等等。而利他行為則是社會性行為的一個特定子集，強調無私的動機。例如在危險的情況下救助陌生人、不期望獲利的用時間和精力幫助需要幫助的人等等，表現出更高的道德純粹性。
利他行為和社會性行為都受到共情和社會認知（social cognition）的驅動。當個體對他人的情緒和需求有更深刻和敏銳的感知時，更有可能採取行動來幫助他人。

## 不同文化中的利他主義

### 主流文化
利他主義在不同的地域展現出獨特的表現形式與價值觀。
- 在基督教文化中，利他主義被視為一種崇高的道德和宗教義務。基督教教義中強調“愛鄰如己”，鼓勵無私地幫助他人。許多西方國家擁有深厚的慈善傳統，個人和組織經常捐贈財物和投入志願服務。
- 儒家文化提倡仁愛和家庭責任，強調人們在家庭和社區中奉獻的精神。佛教中慈悲為懷的理念則促使信徒行善積德，尋求內心的平靜，幫助他人。
- 在印度文化中，利他主義與宗教和哲學思想密切相關。印度教的“達摩”（dharma）概念強調履行道德義務服務他人。印度歷史上，賤民階層的服務工作和無私行善的傳統對社會有深遠影響。[23]
- 伊斯蘭文化教強調社會正義和共同體的和諧，鼓勵信徒積極參與慈善活動和社會服務。伊斯蘭教的五功之一“齋戒”（Zakat）要求穆斯林必須捐出部分財富救濟貧困者或需要幫助的人。
- 許多非洲傳統文化，強調“烏班圖”（Ubuntu）精神，即“我因我們而存在”的理念，人們在社區中共同努力，幫助彼此。[24]
- 在原住民文化中，利他主義通常與自然和社群密切相關。許多原住民社會強調與自然和諧共處、相互依賴的生活方式，分享自己的資源和知識。[25]

### 次文化
次文化是指與主流社會有一些區別的社群，他們有著獨特的價值觀和行為方式。次文化中的利他行為往往更具體地反映這些群體的特定需求和文化背景。
- 在可愛い文化中，利他主義通常體現為對他人情感的細膩關懷和支持。這種文化強調純真和善良，人們通過送禮物、寫信和其他溫暖的行動來表達對他人的關心和愛護。[26]
- 同人文化中的利他主義表現為共同創作和資源共享。同人創作者們經常合作創作漫畫、小說和插畫，通過分享作品、評論和交流，在社群中建立了深厚的情感紐帶，形成了互助和支持的環境。[27]
- 在LGBT文化及酷兒文化中，利他主義通常表現為社群內部的支持和倡導。這包括提供情感支持、資源和法律援助，以及為爭取平等權利而進行的社會運動。文化中的利他行為常常針對社會中的歧視和不公，努力創造一個更加包容和友善的環境。
- 玩家文化（英语：Video game culture）強調合作遊戲和社群活動。玩家經常在遊戲中合作完成任務，分享遊戲攻略和資源。線上和線下的玩家社群中，資深玩家常常無償指導新手，幫助他們更好地融入遊戲和社群[28]。

### 差異與連繫
對於不同文化中的利他主義研究揭示了社會結構和文化價值觀對個體行為的深遠影響。不同文化背景中的人們對利他行為的認知和實踐方式並不相同，這與他們所處的社會結構和文化價值觀息息相關。此外，相對主義和客觀主義在理解這些影響中，也顯得格外重要。
相對主義強調文化價值觀和行為的多樣性，認為不同文化有其自身的標準和規範，這些標準在其文化脈絡中都是合理的。這種觀點有助於理解和尊重不同的文化，減少跨文化的誤解和衝突，並促進合作與共識。同時，個體在嘗試理解和感知這些多樣性時，往往會尋求一個超越個別文化偏誤的普遍標準，即是客觀主義。這種標準試圖在不同文化之間找到自己認可的共同價值和行為準則。
- 動機差異：在次文化中，利他行為的動機往往基於共同的信仰或對特定價值觀的堅持。例如，同人文化中的合作創作通常源於對共同興趣的熱愛。而在主流文化中，利他行為更多是基於普遍的道德和宗教義務，如基督教文化中的“愛鄰如己”。
- 形式差異：次文化中的利他行為形式可能更加非正式和直接，通常以社區支持和互助網絡的形式出現。主流文化中的利他行為則可能更加制度化，如通過慈善組織和志願活動進行。
- 範圍差異：次文化的利他行為通常針對較小的特定群體，而主流文化的利他行為則更廣泛，涵蓋社會各個層面。例如，かわいい文化中的善良和溫暖的行動體現了特定社群內的情感關懷，而伊斯蘭文化中的慈善活動則面向更廣泛的社會群體。

這些差異顯示出，儘管利他主義在不同文化中有不同的表現形式，但其核心理念在各個文化中都是普遍存在的。

## 學術資源連結
- World Giving Index （页面存档备份，存于）（全球捐赠及慈善活动数据）
- United Nations Volunteers (UNV) （页面存档备份，存于）（全球志愿服务数据）
- Pew Research Center （页面存档备份，存于）（社会趋势及公众意见的调查数据和报告）
- American Psychological Association (APA) （页面存档备份，存于）（心理学期刊）
- OECD Statistics （页面存档备份，存于）（社会、经济及环境数据）
- World Bank Open Data （页面存档备份，存于）（全球社福、经济、健康和教育等数据集）
- Education Resources Information Center (ERIC) （页面存档备份，存于）（教育研究及信息数据库）
- National Center for Education Statistics (NCES)（美国教育统计数据及报告）
- Google Scholar （页面存档备份，存于）（学术论文及书籍）
- JSTOR （页面存档备份，存于）（社会科学、人文及自然科学领域学术期刊）